# L.A.大捜査線 マーシャル・ロー
『L.A.大捜査線 マーシャル・ロー』（Martial Law） は、アメリカのポリス/アクションドラマ。1998年9月26日から2000年5月13日までCBSで放送された。
日本ではTBSで2000年4月5日から8月30日に渡り放映され、その後大阪の毎日放送で2000年6月1日から12月14日に渡り放映され、その後全国の地上波でも放映され、BSジャパンでも2001年7月21日から9月29日に渡り放映された。いずれもシーズン1のみの放送で、 シーズン2は日本では放映されていない。

## 登場人物
サモ・ロー (Sammo Law)
演：サモ・ハン (Sammo Hung)〈サモ・ハン・キンポー (Sammo Hung Kam-Bo)〉、吹替：水島裕
テレル・パーカー (Terrell Parker) [シーズン1第9話から]
演：アーセニオ・ホール (Arsenio Hall)、吹替：石川ひろあき
ベンジャミン・ウィンシップ (Benjamin Winship) [シーズン1]
演：トム・ライト (Tom Wright)、吹替：辻親八
チェン・ペイ・ペイ (Chen Pei Pei) / グレース・チェン (Grace Chen)
演：ケリー・フー (Kelly Hu)、吹替：日野由利加
ルイス・マローン (Louis Malone) [シーズン1]
演：ルイス・マンディロア (Louis Mandylor)、吹替：相沢正輝（現：相沢まさき）
ダナ・ドイル (Amy Dylan) [1-5]
演：タミー・ローレン (Tammy Lauren)、吹替：松井菜桜子

## スタッフ
- 企画- カールトン・キューズ
- 製作総指揮 - カールトン・キューズ、リー・ゴールドバー、スタンリー・トン、ウィリアム・ラブキン
- 共同製作総指揮 - ジェームズ・G・ハーシュ、ロバート・パパツィアン、リック・ハスキー
- スーパーバイジング・プロデューサー - デイヴィッド・カレン、J・ラリー・キャロル、アルフレッド・ガフ
- プロデューサー - ポール・バーンバウム、パム・ヴィーシー、ジャック・クレメンツ、バリー・スタインバーグ、ジャクリーン・ブレイン
- 共同プロデューサー - ハーブ・アデルマン、マイルズ・ミラー、ジェフリー・ヘムウォール
- 撮影監督 - ジェームズ・クレッサンティス、ジェフリー・C・マイガット
- 音楽 - ベン・デクター、ジョン・ダンドリア、マイク・ポスト、コリー・レリオス
- プロダクション・デザイン - ランディ・セル
- 製作 - カールトン・キューズ プロダクションズ、ランディ・モーガン プロダクションズ、20世紀フォックステレビジョン、CBSプロダクションズ

## 日本語版制作スタッフ
- 演出 - 春日正伸
- 翻訳 - 鈴木導
- 調整 - 山本洋平（第1話）、栗林秀年（第2話以降）
- 担当 - 嶋澤みどり
- 制作 - ムービーテレビジョン（現：ブロードメディアスタジオ）

## 各話リスト
アメリカで放送された順番に記載。

### シーズン1
| 話数 | サブタイトル          | サブタイトル                  | 脚本                                                              | 監督                                   | 放送日             | 放送日        |
| 話数 | 邦題                  | 原題                          | 脚本                                                              | 監督                                   | アメリカ合衆国の旗 | （TBS）       |
| ---- | --------------------- | ----------------------------- | ----------------------------------------------------------------- | -------------------------------------- | ------------------ | ------------- |
| 1    | 凄い奴がやってきた    | Shanghai Express              | カールトン・キューズ                                              | スタンリー・トン                       | 1998年 9月26日     | 2000年 4月5日 |
| 2    | ダイヤがザクザク      | Diamond Fever                 | リック・ハスキー                                                  | リック・ウォーレス                     | 10月3日            | 4月12日       |
| 3    | 虐殺のリング          | Dead Ringers                  | アルフレッド・ガフ カールトン・キューズ、マイルズ・ミラー         | ホイットニー・ランシック               | 10月10日           | 4月19日       |
| 4    | 偽札造りはお役人      | Funny Money                   | アンパム・ヴィーシー                                              | デラン・サラフィ                       | 10月17日           | 4月26日       |
| 5    | 制服の処刑集団        | Cop Out                       | カールトン・キューズ、マイルズ・ミラー                            | ホイットニー・ランシック               | 10月24日           | 5月3日        |
| 6    | 恋の戒厳令            | Extreme Measures              | カールトン・キューズ ジョシュ・アッペルバウム、アンドレ・ネメック | デイヴィッド・カーソン                 | 10月31日           | 5月10日       |
| 7    | 襲撃犯!真相はこうだ   | Trackdown                     | リック・ハスキー                                                  | グレッグ・ビーマン                     | 11月7日            | 5月17日       |
| 8    | 乱闘!チキン牧場       | Take Out                      | パティ・リン                                                      | ジョン・T・クレッチマー                | 11月14日           | 5月24日       |
| 9    | 究極の海賊版          | How Sammo Got His Groove Back | ラッセル・フレンド、ギャレット・ラーナー                          | ラリー・ショウ                         | 11月21日           | 5月31日       |
| 10   | 黒覆面ニンジャ参上!   | Bad Seed                      | ブライアン・ファルド                                              | ジーザス・サルヴァドール・トレヴィーノ | 12月12日           | 6月7日        |
| 11   | 塀の中の悪党ども      | Lock-up                       | ケヴィン・マーフィ                                                | ジョン・パターソン                     | 12月19日           | 6月14日       |
| 12   | ドラゴン暗殺司令      | Painted Faces                 | カールトン・キューズ、マイルズ・ミラー                            | ホイットニー・ランシック               | 1999年 1月9日      | 6月21日       |
| 13   | 麻薬密売のボス        | Substitutes                   | パティ・リン                                                      | D・J・カルーソー                       | 1月23日            | 6月28日       |
| 14   | 陰の密輸王            | Wild Life                     | ラッセル・フレンド、ギャレット・ラーナー                          | ホイットニー・ランシック               | 2月6日             | 7月5日        |
| 15   | ベニス・ビーチの乱闘  | Breakout                      | ランドルフ・フェルドマン                                          | デラン・サラフィアン                   | 2月13日            | 7月12日       |
| 16   | 悪徳難民救済会を潰せ! | Captive Hearts                | デル・ショアーズ                                                  | マイケル・ラング                       | 2月20日            | 7月19日       |
| 17   | 疑惑の競馬場          | Trifecta                      | パム・ヴィーシー、マーク・ハスケル・スミス                        | グレッグ・ビーマン                     | 2月27日            | 7月26日       |
| 18   | 激突!トラック野郎     | Big Trouble                   | アルフレッド・ガフ、マイルズ・ミラー                              | ジャック・クレメンツ                   | 3月20日            | 8月2日        |
| 19   | ニトロマン!           | NITRO MAN                     | ラッセル・フレンド、ギャレット・ラーナー                          | グレッグ・ビーマン                     | 3月27日            | 8月9日        |
| 20   | 非情のテロリスト      | Red Storm                     | マーク・ヴァーヘイデン                                            | グレッグ・ヤイタネス                   | 4月24日            | 8月16日       |
| 21   | アヘンは死を呼ぶ      | Requim                        | パム・ヴィーシー、マーク・ハスケル・スミス                        | グレッグ・ビーマン                     | 5月1日             | 8月23日       |
| 22   | エンド ゲーム?        | End Game                      | ジム・クレイマー 、マーク・ハスケル・スミス                       | マイケル・ラング                       | 5月8日             | 8月30日       |

### シーズン2
| 話数   | サブタイトル                   | 脚本                                                | 監督                          | 放送日         |
| ------ | ------------------------------ | --------------------------------------------------- | ----------------------------- | -------------- |
| 1(23)  | Sammo Blammo                   | リー・ゴールドバーグ、ウィリアム・ラブキン          | ジョー・ナポリターノ          | 1999年 9月25日 |
| 2(24)  | Thieves Among Thieves          | リサ・クリンク                                      | オリー・サッソン              | 10月2日        |
| 3(25)  | This Shogun for Hire           | J・ラリー・キャロル、デイヴィッド・ベネット・カレン | スタンリー・トン              | 10月9日        |
| 4(26)  | 24 hours                       | ジーン・F・オニール、ノリーン・トビン               | ブルース・セス・グリーン      | 10月16日       |
| 5(27)  | 90 Million Reasons to Die      | ジャクリーン・ブレイン                              | スタンリー・トン              | 10月23日       |
| 6(28)  | My Man Sammo                   | ジャクリーン・ブレイン                              | ロン・サトロフ                | 10月30日       |
| 7(29)  | The Friendly Skies             | リサ・クリンク                                      | ブルース・セス・グリーン      | 11月6日        |
| 8(30)  | Call of the Wild Hire          | J・ラリー・キャロル、デイヴィッド・ベネット・カレン | マックス・タッシュ            | 11月13日       |
| 31(9)  | Blue Flu                       | ジーン・F・オニール、ノリーン・トビン               | オリー・サッソン              | 11月20日       |
| 32(10) | Sammo Claus                    | リサ・クリンク                                      | マックス・タッシュ            | 12月18日       |
| 33(11) | No Quarter                     | ポール・バーンバウム                                | ロン・サトロフ                | 2000年 1月8日  |
| 34(12) | Scorpio Rising                 | マイケル・グリーソン                                | ブルース・セス・グリーン      | 1月15日        |
| 35(13) | No Fare                        | ポール・バーンバウム                                | チャック・ボウマン            | 1月22日        |
| 36(14) | Dog Day Afternoon              | ジャクリーン・ブレイン                              | ブルース・セス・グリーン      | 2月5日         |
| 37(15) | Deathfist 5: Major Crimes Unit | テレンス・オハラ                                    | リサ・クリンク                | 2月12日        |
| 38(16) | Honor Among Strangers          | ラリー・キャロル、デヴィッド・ベネット・カレン      | クリスチャン・I・ネイビー二世 | 2月19日        |
| 39(17) | Freefall                       | リー・ゴールドバーグ、ウィリアム・ラブキン          | オリー・サッソン              | 2月26日        |
| 40(18) | The Thrill is Gone             | マイケル・グリーソン                                | チャック・ボウマン            | 3月11日        |
| 41(19) | Heartless                      | デイヴィッド・アーマン                              | ロン・サトロフ                | 4月22日        |
| 42(20) | In the Dark                    | デイヴィッド・アーマン                              | マックス・タッシュ            | 4月29日        |
| 43(21) | Final Conflict (1)             | ポール・バーンバウム                                | オリー・サッソン              | 5月6日         |
| 44(22) | Final Conflict (2)             | リー・ゴールドバーグ、ウィリアム・ラブキン          | オリー・サッソン              | 5月6日         |

## 各国の放送
- メキシコ: es:Azteca 7
- エルサルバドル: es:Canal 6
- グアテマラ: es:Canal 3
- ホンジュラス: es:Telesistema Hondureño
- ニカラグア: es:Canal 2
- コスタリカ: es:Repretel
- パナマ: es:RPC TV Canal 4
- アルゼンチン: テレフェ
- チリ: テレビシオン・ナシオナル・デ・チリ
- ペルー: es:Frecuencia Latina
- エクアドル: es:Teleamazonas
- コロンビア: RCNテレビシオン
- ベネズエラ: es:Televen
- ブラジル: ヘジ・グローボ
- ボリビア: es:Unitel
- パラグアイ: es:Telefuturo
- ウルグアイ: es:Saeta TV Canal 10
- ドミニカ共和国: es:Telesistema 11 es:Telecentro
- スペイン: アンテナ3、2001年7月から8月初旬の月曜から金曜の午後5時に、1日2話が放送された。